# Marie Louise d’Orléans

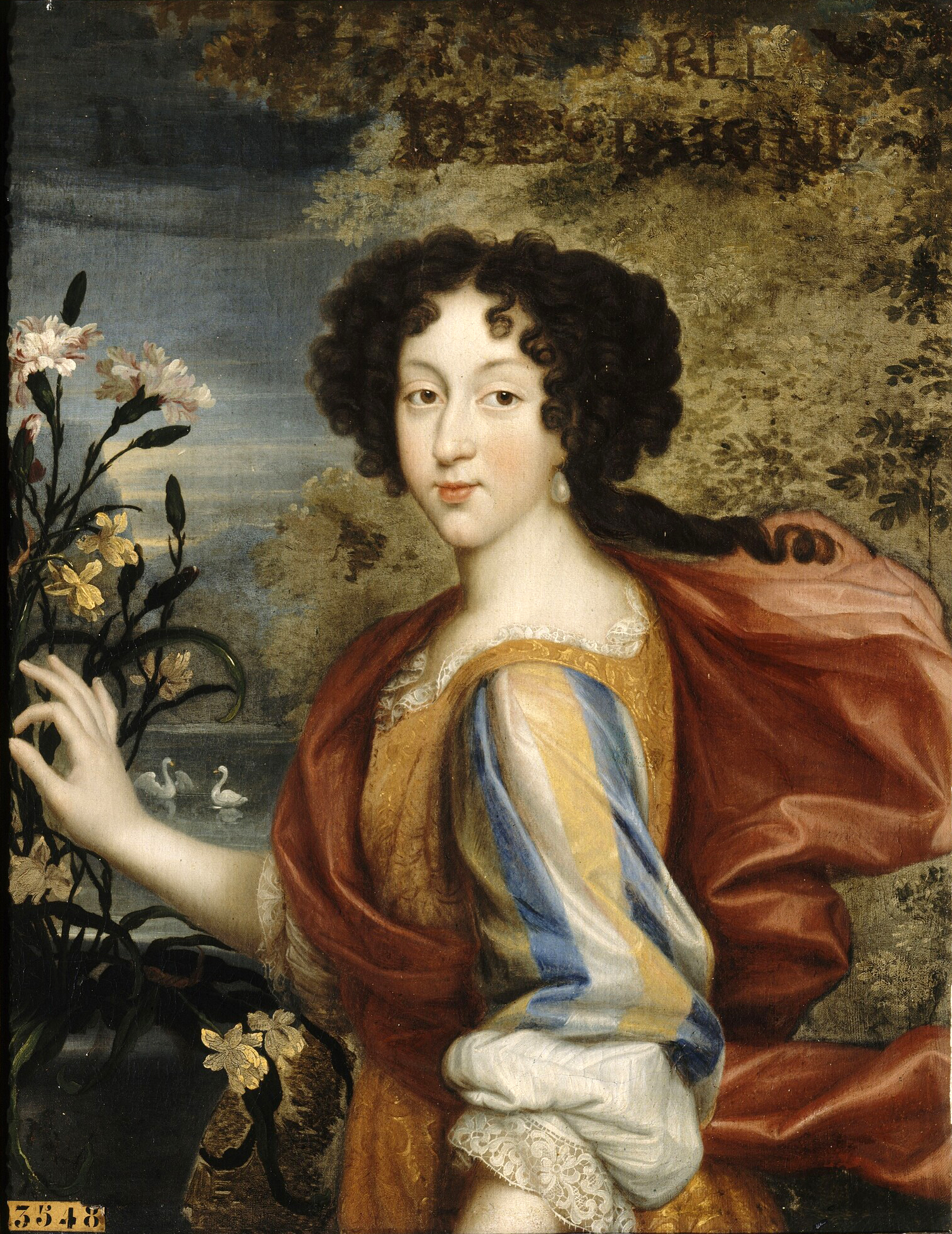
Marie Louise d’Orléans, Porträt eines unbekannter Künstlers

Marie Louise d’Orléans (spanisch María Luisa de Orléans; * 27. März 1662 im Palais Royal in Paris; † 12. Februar 1689 in Madrid) war ein Mitglied der französischen Königsfamilie aus dem Haus Bourbon-Orléans. Sie war eine Nichte Ludwigs XIV. und als erste Frau des letzten spanischen Königs aus der Dynastie der Habsburger, Karl II., von 1679 bis 1689 Königin von Spanien. Von dieser gegen ihren Willen arrangierten Ehe erhoffte sich der Sonnenkönig, Einfluss auf die spanische Politik nehmen zu können. Marie Louise hatte jedoch keinen politischen Ehrgeiz, konnte sich nicht an die rigide spanische Hofetikette gewöhnen und litt unter ihrer Abgeschiedenheit und der Monotonie des Hoflebens. Ihre Ehe mit Karl II. blieb kinderlos. Als sie 1689 plötzlich starb, kursierten sofort nicht fundierte Gerüchte über ihre angebliche Vergiftung.

## Leben

### Abstammung und Kindheit
Marie Louise war die älteste Tochter von Herzog Philippe von Frankreich, Herzog von Orléans, des jüngeren Bruders des französischen Königs Ludwig XIV., und seiner ersten Gattin Henrietta Anne, einer Tochter des englischen Königs Karl I. Sie wurde vom Kardinal de Retz und der Prinzessin Harcourt über die Taufe gehalten.
Die charmante und anmutige Marie Louise war das Lieblingskind ihres Vaters und verlebte eine glückliche Kindheit meist im Palais Royal sowie im wenige Kilometer westlich von Paris gelegenen Schloss Saint-Cloud. Sie verbrachte viel Zeit mit ihren beiden Großmüttern Anna von Österreich und Henrietta Maria von Frankreich. Anna von Österreich liebte ihre Enkelin Marie Louise abgöttisch und hinterließ ihr nach ihrem Tod (1666) einen beträchtlichen Teil ihres Vermögens. Henrietta Maria von Frankreich war die Witwe des 1649 hingerichteten englischen Königs Karl I. und lebte öfters in Colombes, wo Marie Louise ihre kleine, 1665 geborene Kusine Anne traf, die später Königin von Großbritannien werden sollte.
Die erste Aja (Erzieherin) Marie Louises war die Gräfin von Saint-Chaumont, bis diese 1669 von Ludwig XIV. aufgrund ihrer Verwicklung in eine Palastintrige entlassen wurde. Danach stand die junge Herzogstochter unter der Aufsicht von Louise-Françoise de Chavigny, Marschallin von Clérembault, die ihr eine höfische Ausbildung und die Führung von Salongesprächen beibrachte sowie Unterricht im Cembalo-Spiel, Singen, Tanzen und Reiten erteilte. Louise Isabelle de Rouxel, genannt Madame de Grancey, lehrte Marie Louise, ihre häufigen Wutausbrüche unter Kontrolle zu bringen.
Nachdem Marie Louises Mutter Henrietta Anne 1669 eine weitere Tochter, die spätere sardinische Königin Anne Marie, geboren hatte, starb sie 1670 unerwartet im Alter von nur 26 Jahren. Es kam der Verdacht auf, dass sie vergiftet worden war. Dieses Ereignis machte einen tiefen Eindruck auf Marie Louise und stärkte ihre emotionale Bindung zu ihrer jüngeren Schwester. 1671 heiratete ihr nun verwitweter Vater Philipp I. von Orléans in zweiter Ehe Liselotte von der Pfalz. Diese wurde für Marie Louise und deren Schwester Anne Marie zu einer richtigen Mutter und schenkte ihnen drei Halbgeschwister, u. a. den Herzog Philipp II. d’Orléans, späterer Regent von Frankreich, sowie Élisabeth Charlotte. Marie Louise sollte lebenslang eine liebevolle Korrespondenz mit Liselotte von der Pfalz unterhalten, die später in Anspielung auf ihre Stieftochter erklärte, dass niemand unglücklicher als eine spanische Königin sei.
Laut der Beschreibung von Zeitgenossen war Marie Louise eine attraktive Erscheinung von wohlproportionierter Statur und sanftem Antlitz; sie hatte dunkelbraunes Haar, dunkle, lebhafte Augen, eine hohe Stirn und helle, breite Lippen. Sie besaß einen ungestümen Charakter und eine einnehmende, schlichte Art. Zu ihren besonderen Interessen zählten Poesie, Musik und Tanz. Laut einem Brief der Madame de Sévigné vom 15. Oktober 1677 sei der damals 15-jährigen Marie Louise von einigen Karmeliterinnen ein Heiltrank gegen Fieber, unter dem sie litt, verabreicht worden; dies habe bei ihr aber einen heftigen Brechreiz verursacht. Angeblich verdächtigte Ludwig XIV. die Nonnen, einen Giftanschlag auf Marie Louise verübt zu haben. Jedenfalls genas die junge Prinzessin wieder.

### Heirat mit Karl II. von Spanien

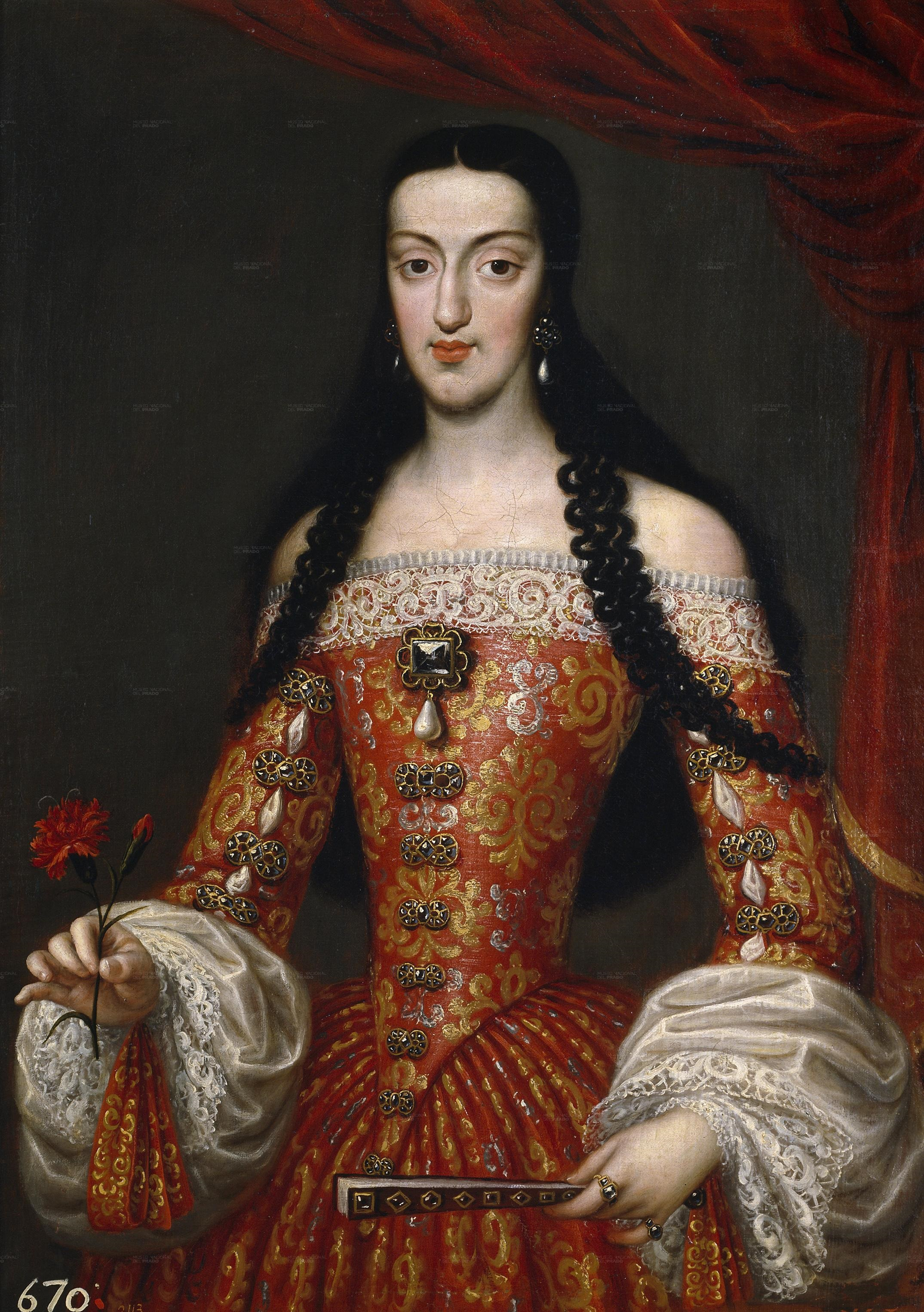
Marie Louise d’Orléans, Porträt von José García Hidalgo, 1679

Marie Louise verliebte sich in den Dauphin Louis, als sie ihn bei Hof sah, und wünschte ihn zu ehelichen. Der Dauphin erwiderte ihre Gefühle. König Ludwig XIV. sah für seine Nichte aber aus politischen Gründen ihre Heirat mit dem geistig beschränkten spanischen König Karl II. vor. Diese Hochzeit wurde im Rahmen der Beratungen über den Frieden von Nimwegen 1679 vereinbart. Die Heiratsverhandlungen führten hierbei der spanische Botschafter Pablo Spínola Doria, 3. Marqués de los Balbases, am Hof Ludwigs XIV. und der französische Botschafter Pierre de Villars am Madrider Hof. Aus spanischer Perspektive wurden durch die Heirat Karls II. mit einer französischen Prinzessin günstigere Friedensbedingungen erwartet. Der Sonnenkönig wiederum erhoffte sich von dieser Ehe, Spanien enger an sein Reich anbinden zu können. Damals hatte Spanien bereits viel von seiner früheren Machtstellung eingebüßt. Diese Heiratsallianz trug aber auch zur dauerhaften Entfremdung zwischen den Höfen von Madrid und Wien seit 1648 bei.
Marie Louise war über die für sie arrangierte Ehe sehr unglücklich und flehte den König, ihren Onkel, an, von diesem Heiratsplan Abstand zu nehmen, stieß aber bei ihm auf taube Ohren. Sie soll auf die Feststellung ihres Onkels Ludwig XIV., dass er sie zur spanischen Königin mache und auch für seine eigene Tochter nicht mehr hätte tun können, geantwortet haben: „Ihr könntet aber mehr für Eure Nichte tun.“ („Vous pourriez faire quelque chose de plus pour votre nièce!“) Zu einem späteren Zeitpunkt warf sie sich dem König bittend zu Füßen, als er eine Kapelle betreten wollte. Sie wurde aber von ihm mit der Bemerkung zurückgewiesen, dass es sich für eine katholische Königin (Bezeichnung für spanische Herrscherinnen) nicht gezieme, den allerchristlichsten König (Bezeichnung für die französischen Monarchen) am Besuch der Messe zu hindern.
Nachdem die Nachricht vom am 2. Juli 1679 erreichten positiven Abschluss der Heiratsverhandlungen am spanischen Hof eingetroffen war, fanden in den Straßen Maskenfeste und die traditionelle Danksagung des Königs vor dem Bildnis der Jungfrau von Atocha – der Schutzpatronin Madrids – statt. Marie Louise wurde am 31. August 1679 in der Kapelle des Schlosses Fontainebleau per procurationem mit Karl II. verheiratet, wobei ihr entfernter Verwandter Louis Armand I. de Bourbon, prince de Conti die Stelle ihres Bräutigams einnahm. Bei der Verabschiedung am 20. September 1679 bemerkte Ludwig XIV. zu Marie Louise, dass er ihr nun für immer Lebewohl sage und dass es für sie ein großes Unglück wäre, wenn sie ihre Heimat jemals wiedersähe. Damit rügte der König auch die bei diesem Gespräch anwesende Großherzogin der Toskana, Marguerite Louise d’Orléans, die ihren Gatten Cosimo III. de’ Medici 1675 verlassen hatte und nach Frankreich zurückgekehrt war.
Vor ihrer Abreise nach Spanien besuchte Marie Louise das Kloster Val-de-Grâce, wo das Herz ihrer Mutter aufbewahrt wurde. Auf den Weg zum spanischen König machte sie sich in Begleitung des Prinzen und der Prinzessin von Harcourt. Ihrem Mann begegnete sie erstmals in Quintanapalla nahe Burgos. Der König öffnete ihr selbst die Tür; und als sie sich zu seinen Füßen werfen und seine Hand küssen wollte, kam er ihr zuvor und küsste ihre Hand. Da Marie Louise jedoch kein Spanisch und Karl II. kein Französisch sprach, war das Brautpaar bei seiner ersten Begegnung auf einen Dolmetscher angewiesen. Am 18. November 1679 feierte es in Quintanapalla seine eigentliche, ohne viel Prunk abgehaltene Hochzeit, die von Antonio de Benavides, Patriarch von Westindien und Hofkaplan des Königs, zelebriert wurde. Von Burgos brach das Königspaar nach Madrid auf und wurde unterwegs durch opulente, von städtischen Behörden veranstaltete Festlichkeiten unterhalten. Marie Louise schrieb dem französischen Monarchen, dass ihr Gemahl liebenswürdiger sei, als sie gedacht habe. Zur Feier ihrer ehelichen Verbindung fand in Madrid ein Autodafé statt, bei dem 22 Personen verbrannt und 60 weitere körperlichen Züchtigungen ausgesetzt wurden.

### Königin von Spanien
Die Ehe des spanischen Königspaars verlief trotz der anfänglichen Abneigung Marie Louises gegen die ihr aufgezwungene Heirat verhältnismäßig gut. Nach Einschätzung vieler zeitgenössischer Beobachter liebte Karl II. seine Gemahlin aufrichtig. Trotzdem war es für Marie Louise schwierig, sich an die rigide spanische Hofetikette zu gewöhnen, deren Regeln König Philipp IV. aufgestellt hatte. Vertraute Personen waren nur Angehörige ihres kleinen französischen Gefolges, zu dem u. a. ihre Amme Nicolase Duperroy, vier oder von fünf (von der französischen Königin Maria Theresia ausgesuchte) Kammerzofen, ihr Beichtvater, der Jesuitenpater Airault, einige Ärzte und ein Stallbursche gehörten. Außerdem hatte sie aus Frankreich einen Sprachlehrer irischer Herkunft mitgenommen, der ihr Spanisch beibrachte. Auch der König lehrte seine Gemahlin Spanisch und erhielt dafür von ihr Unterricht in Französisch. Vorwürfe gegen Marie Louises französische Bedienstete und Zahlungsprobleme des spanischen Königs, für deren Gehälter aufzukommen, veranlassten viele von ihnen zur Abreise. Nur der Beichtvater der Königin, zwei Kammerfrauen und einige weitere französische Bedienstete blieben.
Auf das Hofleben hatte Marie Louise keinen größeren Einfluss, obwohl sie bei einigen Neubesetzungen hoher Staatsämter mitreden konnte. Die Macht wurde vor allem von ihrer Schwiegermutter Maria Anna von Österreich und deren Ministern ausgeübt. Der Sonnenkönig sah in Marie Louise trotzdem eine Schlüsselperson für seine Versuche, Spanien zu schwächen. So wies er seinen Botschafter in Madrid brieflich an, die spanische Königin zu instruieren, dass sie ihr Möglichstes tat, die Ernennung eines neuen Premierministers, der kompetenter als der bisherige wäre, zu verhindern. Marie Louise war jedoch im Gegensatz zu ihrer Mutter politisch ambitionslos und konnte die in sie gesetzten Erwartungen Ludwigs XIV. nicht erfüllen. Im Übrigen war der französische König trotz der Ehe seiner Nichte mit Karl II. nicht bereit, auf weitere militärische Unternehmungen gegen Spanien zu verzichten. Francois de Pas, Comte de Rébénac, französischer Botschafter am spanischen Hof, behauptete, dass Marie Louise 1689, am Ende ihres Lebens, ihren königlichen Gemahl zunächst überzeugt haben soll, nicht am Pfälzischen Erbfolgekrieg auf der Seite der Gegner Frankreichs teilzunehmen. Allerdings ermutigte die isolierte Stellung Ludwigs XIV. den spanischen Staatsrat, sich dann doch der antifranzösischen Kriegskoalition anzuschließen.
Marie Louise versuchte zunehmend, möglichst oft ihren Lieblingsbeschäftigungen nachgehen zu können und betrieb etwa sehr exzessiv den Reitsport. Sie wohnte vor allem im düsteren Real Alcázar de Madrid, im Palacio del Buen Retiro, wo sie ihre französischen Pferde halten durfte, sowie in ihrer vermutlichen Lieblingsresidenz Palacio Real de Aranjuez südlich von Madrid.
Dass Marie Louise keinen Nachwuchs bekam, trug ihr seit etwa 1686 viele verletzende Worte und Spottverse ein. Sie litt darunter, dass man die Ursache für die Kinderlosigkeit bei ihr suchte, und täuschte mehrfach eine Schwangerschaft vor. Auch mehrere Skandale in ihrer nächsten Umgebung kosteten sie viele der ihr anfangs bezeugten Sympathien. Ihr monotones und betrübliches Leben in Abgeschlossenheit und Einsamkeit sowie die strenge Hofetikette belasteten die spanische Königin zusätzlich, war sie doch in ihrer Heimat an die Abhaltung zahlreicher prächtiger Feste gewöhnt gewesen. Sie sehnte sich zunehmend nach ihrem glücklichen Leben in Frankreich zurück, entwickelte enormen Appetit und wurde übergewichtig.

### Angeblicher Giftmord

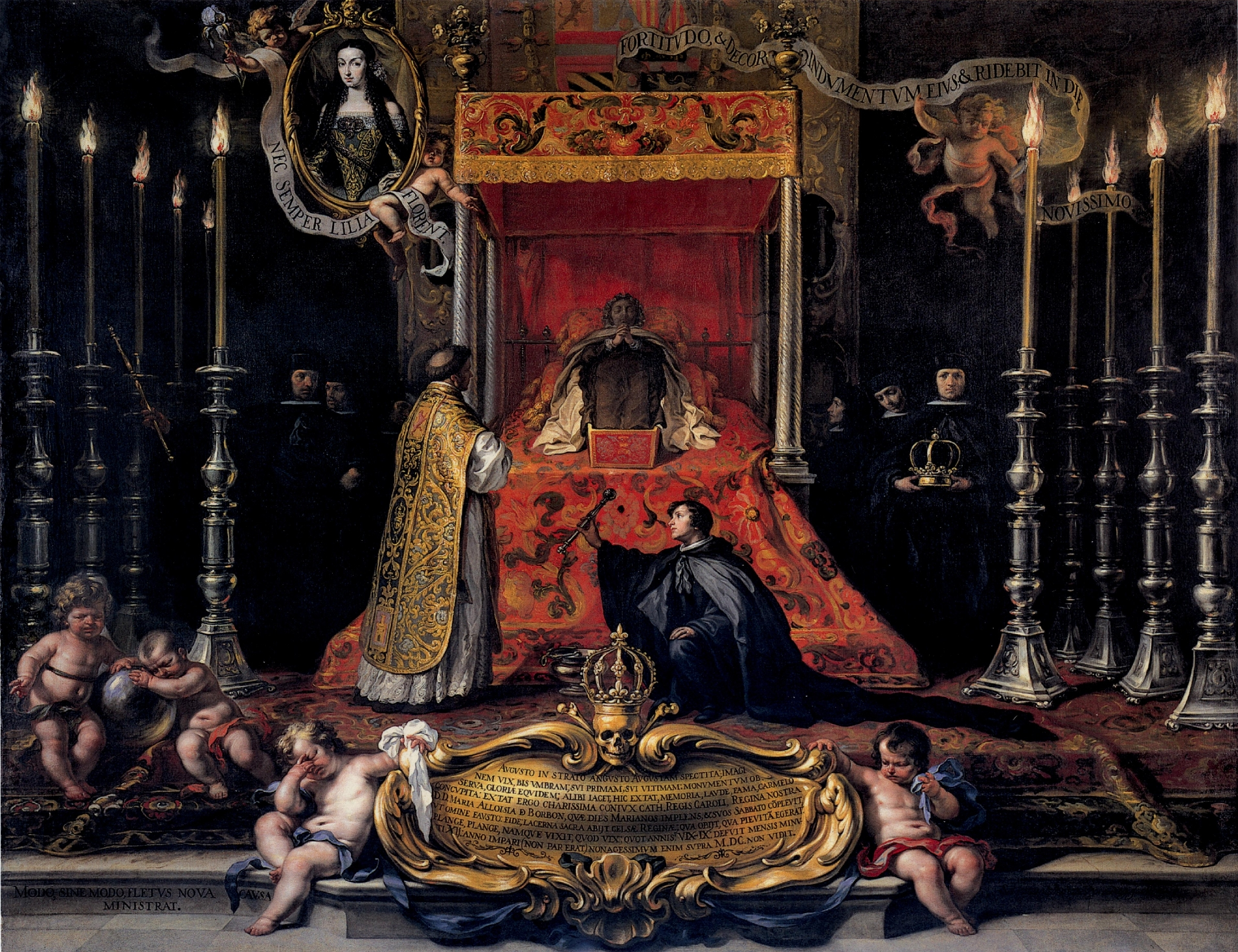
Aufbahrung Marie Louises auf einem Schaubett, 1689

Marie Louise verstarb plötzlich am 12. Februar 1689, nachdem sie zwei Tage zuvor nach dem Trinken eines Kruges Milch krank geworden war und heftig hatte erbrechen müssen. Sie wurde in Kapelle 9 des Pantheon der Infanten im Escorial beigesetzt.
Die Nachricht ihres Ablebens traf am 19. Februar 1689 in Versailles ein und sorgte für großes Aufsehen. Marie Louise erreichte ebenso wie ihre Mutter nur ein Alter von 26 Jahren, und wie bei dieser wurde sofort vermutet, dass sie einem Giftanschlag zum Opfer fiel. Der spanische Hof hatte vor ihrer Bestattung eine Autopsie ihres Leichnams vornehmen lassen, um dem Gerücht vom Giftmord den Boden zu entziehen.
Diese Behauptung fand insbesondere bei Sympathisanten Frankreichs dennoch Glauben. In Frankreich selbst waren u. a. Madame de La Fayette und Madame de Sévigné von der Vergiftungsthese überzeugt. Als Anstifter des vermeintlichen Attentats wurde entweder Österreich oder die Königinmutter Maria Anna verdächtigt. Letztere hatte zwar ursprünglich eine andere Heiratsoption ihres Sohnes Karl II. präferiert, später aber eine gute Beziehung zu ihrer bourbonischen Schwiegertochter entwickelt und war über deren unerwarteten Tod sehr bestürzt.
Louis de Rouvroy, duc de Saint-Simon, beschuldigte in seinen Memoiren den Hof in Wien, den angeblichen Giftmord initiiert zu haben. Am Wiener Hof sei nämlich befürchtet worden, dass Marie Louise durch ihren Einfluss auf Karl II. Spanien gänzlich von dessen traditioneller Allianz mit Österreich lösen könnte. Die aus Frankreich emigrierte, intrigante Olympia Mancini, Gräfin von Soissons und Mutter des berühmten Eugen von Savoyen, hatte Marie Louises Vertrauen erworben und soll laut Saint-Simon die spanische Königin im Zusammenspiel mit dem Botschafter des Kaisers in Madrid, dem Grafen von Mansfeld, durch vergiftete eiskalte Milch ums Leben gebracht haben. Daraufhin sei die Gräfin von Soissons rechtzeitig nach Deutschland geflohen, während der Graf von Mansfeld nach Wien zurückberufen worden sei.
Es gilt jedoch heute als wahrscheinlicher, dass die Ursache für Marie Louises Tod eine Magen-Darm-Entzündung infolge einer Infektion durch Salmonellen nach dem Genuss von Austern und der eisgekühlten Milch war. Nach einer anderen Theorie starb sie an den Folgen eines Sturzes vom Pferd. Schon Voltaire hatte die Vergiftungstheorie bestritten.

## Vorfahren
| Ahnentafel Marie Louise de d’Orléans | Ahnentafel Marie Louise de d’Orléans                                                  | Ahnentafel Marie Louise de d’Orléans                                                  | Ahnentafel Marie Louise de d’Orléans                                                  | Ahnentafel Marie Louise de d’Orléans                                                  | Ahnentafel Marie Louise de d’Orléans                                                  | Ahnentafel Marie Louise de d’Orléans                                                     | Ahnentafel Marie Louise de d’Orléans                                                  | Ahnentafel Marie Louise de d’Orléans                                                  |
| ------------------------------------ | ------------------------------------------------------------------------------------- | ------------------------------------------------------------------------------------- | ------------------------------------------------------------------------------------- | ------------------------------------------------------------------------------------- | ------------------------------------------------------------------------------------- | ---------------------------------------------------------------------------------------- | ------------------------------------------------------------------------------------- | ------------------------------------------------------------------------------------- |
| Ururgroßeltern                       | Antoine de Bourbon, duc de Vendôme (1518–1562) ⚭ Johanna III. von Navarra (1528–1572) | Francesco I. de’ Medici (1541–1587) ⚭ Johanna von Österreich (1547–1578)              | Philipp II. von Spanien (1527–1598) ⚭ Anna von Österreich (1549–1580)                 | Karl II. von Österreich (1540–1590) ⚭ Maria Anna von Bayern (1551–1608)               | Henry Stuart, Lord Darnley (1545–1567) ⚭ Maria Stuart (1542–1587)                     | Friedrich II. von Dänemark und Norwegen (1534–1588) ⚭ Sophie von Mecklenburg (1557–1631) | Antoine de Bourbon, duc de Vendôme (1518–1562) ⚭ Johanna III. von Navarra (1528–1572) | Francesco I. de’ Medici (1541–1587) ⚭ Johanna von Österreich (1547–1578)              |
| Urgroßeltern                         | Heinrich IV. von Frankreich (1553–1610) ⚭ Maria de’ Medici (1575–1642)                | Heinrich IV. von Frankreich (1553–1610) ⚭ Maria de’ Medici (1575–1642)                | Philipp III. von Spanien (1578–1621) ⚭ Margarete von Österreich (1584–1611)           | Philipp III. von Spanien (1578–1621) ⚭ Margarete von Österreich (1584–1611)           | Jakob I. von England (1566–1625) ⚭ Anna von Dänemark und Norwegen (1574–1619)         | Jakob I. von England (1566–1625) ⚭ Anna von Dänemark und Norwegen (1574–1619)            | Heinrich IV. von Frankreich (1553–1610) ⚭ Maria de’ Medici (1575–1642)                | Heinrich IV. von Frankreich (1553–1610) ⚭ Maria de’ Medici (1575–1642)                |
| Großeltern                           | Ludwig XIII. von Frankreich (1601–1643) ⚭ Anna von Österreich (1601–1666)             | Ludwig XIII. von Frankreich (1601–1643) ⚭ Anna von Österreich (1601–1666)             | Ludwig XIII. von Frankreich (1601–1643) ⚭ Anna von Österreich (1601–1666)             | Ludwig XIII. von Frankreich (1601–1643) ⚭ Anna von Österreich (1601–1666)             | Karl I. von England (1600–1649) ⚭ Henrietta Maria von Frankreich (1609–1669)          | Karl I. von England (1600–1649) ⚭ Henrietta Maria von Frankreich (1609–1669)             | Karl I. von England (1600–1649) ⚭ Henrietta Maria von Frankreich (1609–1669)          | Karl I. von England (1600–1649) ⚭ Henrietta Maria von Frankreich (1609–1669)          |
| Eltern                               | Philippe I. de Bourbon, duc d’Orléans (1640–1701) ⚭ Henrietta Anne Stuart (1644–1670) | Philippe I. de Bourbon, duc d’Orléans (1640–1701) ⚭ Henrietta Anne Stuart (1644–1670) | Philippe I. de Bourbon, duc d’Orléans (1640–1701) ⚭ Henrietta Anne Stuart (1644–1670) | Philippe I. de Bourbon, duc d’Orléans (1640–1701) ⚭ Henrietta Anne Stuart (1644–1670) | Philippe I. de Bourbon, duc d’Orléans (1640–1701) ⚭ Henrietta Anne Stuart (1644–1670) | Philippe I. de Bourbon, duc d’Orléans (1640–1701) ⚭ Henrietta Anne Stuart (1644–1670)    | Philippe I. de Bourbon, duc d’Orléans (1640–1701) ⚭ Henrietta Anne Stuart (1644–1670) | Philippe I. de Bourbon, duc d’Orléans (1640–1701) ⚭ Henrietta Anne Stuart (1644–1670) |
| Marie Louise d’Orléans               |                                                                                       |                                                                                       |                                                                                       |                                                                                       |                                                                                       |                                                                                          |                                                                                       |                                                                                       |